# Андріївка (Новгород-Сіверський район)
Андріївка — колишнє село в Україні, Новгород-Сіверському районі Чернігівської області. Підпорядковувалось Будо-Вороб'ївській сільській раді.
Розташовувалося за 2 км на північний захід від Буди-Вороб'ївської, на висоті 178 м над рівнем моря.
Складалося з єдиної вулиці протяжністю 1 км.
На топографічних картах 2 половини 19 ст. не зафіксоване, ймовірно, виникло у 1-й третині 20 століття. Наприкінці 1980-х років у селі проживало бл.30 жителів. 26 січня 2007 року Чернігівська обласна рада зняла село з обліку, оскільки в ньому ніхто не проживає.